# Murdochit
Murdochit ist ein selten vorkommendes Mineral aus der Mineralklasse der „Halogenide“ (ehemals „Oxide und Hydroxide“, siehe Klassifikation). Die ursprünglich ermittelte chemische Formel Cu6PbO8 wurde aufgrund von neueren Analysen nach Cu12Pb2O15Cl2 bzw. genauer nach PbCu6O8−x(Cl, Br)2x (x ≤ 0,5) korrigiert. Die in den runden Klammern angegebenen Elemente Chlor und Brom können sich in der Formel jeweils gegenseitig vertreten (Substitution, Diadochie), stehen jedoch immer im selben Mengenverhältnis zu den anderen Bestandteilen des Minerals.
Murdochit kristallisiert im kubischen Kristallsystem, entwickelt aber nur kleine, oktaedrische oder kuboktaedrische Kristalle bis maximal zwei Millimetern Größe. Diese überziehen oft als krustige Überzüge bzw. „Kristallrasen“ andere Minerale wie z. B. Malachit, Hemimorphit oder Limonit. Die Oberflächen der undurchsichtigen und schwarzen Kristalle weisen einen diamantähnlichen Glanz auf. Im Auflicht kann Murdochit auch Grau mit einem Stich ins Gelblichbraune erscheinen. Auf der Strichtafel hinterlässt er jedoch immer einen schwarzen Strich.

## Etymologie und Geschichte
Erstmals entdeckt wurde Murdochit in der „Mammoth-Saint Anthony Mine“ (auch Mammoth-St Anthony Mine, Mammoth Mine oder St. Anthony Mine) bei St. Anthony nahe dem ehemaligen Ort Tiger im Pinal County von Arizona (USA). Beschrieben wurde das Mineral 1953 von Joseph J. Fahey, der es nach dem amerikanischen Mineralogen Joseph Murdoch (1890–1973) benannte.
Da der Murdochit bereits lange vor der Gründung der International Mineralogical Association (IMA) bekannt und als eigenständige Mineralart anerkannt war, wurde dies von ihrer Commission on New Minerals, Nomenclature and Classification (CNMNC) übernommen und bezeichnet den Murdochit als sogenanntes „grandfathered“ (G) Mineral. Die ebenfalls von der IMA/CNMNC anerkannte Kurzbezeichnung (auch Mineral-Symbol) von Murdochit lautet „Mdh“.
Ein Aufbewahrungsort für das Typmaterial des Minerals ist bisher nicht dokumentiert.

## Klassifikation
In der veralteten 8. Auflage der Mineralsystematik nach Strunz gehörte der Murdochit noch zur Mineralklasse der „Oxide und Hydroxide“ und dort zur Abteilung der „Verbindungen mit M2O und MO“, wo er im Anhang der „Periklas-Reihe“ mit der System-Nr. IV/A.04 und den Hauptmitgliedern Bunsenit, Calciumoxid, Manganosit, Monteponit, Periklas und Wüstit eingeordnet wurde.
Im zuletzt 2018 überarbeiteten und aktualisierten Lapis-Mineralienverzeichnis nach Stefan Weiß, das sich aus Rücksicht auf private Sammler und institutionelle Sammlungen noch nach dieser alten Form der Systematik von Karl Hugo Strunz richtet, erhielt das Mineral die System- und Mineral-Nr. IV/A.04-070. In der „Lapis-Systematik“ entspricht dies ebenfalls der Abteilung „Oxide mit dem Stoffmengenverhältnis Metall : Sauerstoff = 1 : 1 und 2 : 1 (M2O, MO)“, wo Murdochit zusammen mit Bunsenit, Calciumoxid, Manganosit, Monteponit, Murdochit, Palladinit, Periklas und Wüstit die die „Periklasgruppe“ mit der System-Nr. IV/A.04 bildet.
Die von der International Mineralogical Association (IMA) zuletzt 2009 aktualisierte 9. Auflage der Strunz’schen Mineralsystematik ordnet den Murdochit dagegen in die Klasse der „Halogenide“ und dort in die Abteilung der „Oxihalogenide, Hydroxyhalogenide und verwandte Doppel-Halogenide“ ein. Diese ist zudem weiter unterteilt nach den in der Verbindung vorherrschenden Metallen, so dass das Mineral entsprechend seiner Zusammensetzung in der Unterabteilung „Mit Pb, Cu usw.“ zu finden ist, wo es als einziges Mitglied die unbenannte Gruppe 3.DB.45 bildet.
Die vorwiegend im englischen Sprachraum gebräuchliche Systematik der Minerale nach Dana ordnet den Murdochit wie die veraltete Strunzsche Systematik in die Klasse der „Oxide und Hydroxide“ und dort in die Abteilung der „Oxide“ ein. Hier ist er als einziges Mitglied in der unbenannten Gruppe 04.06.05 innerhalb der Unterabteilung „Einfache nicht klassifizierte Oxide“ zu finden.

## Kristallstruktur
Murdochit kristallisiert kubisch in der Raumgruppe Fm3m (Raumgruppen-Nr. 225) mit dem Gitterparameter a = 9,22 Å sowie 4 Formeleinheiten pro Elementarzelle.

## Bildung und Fundorte

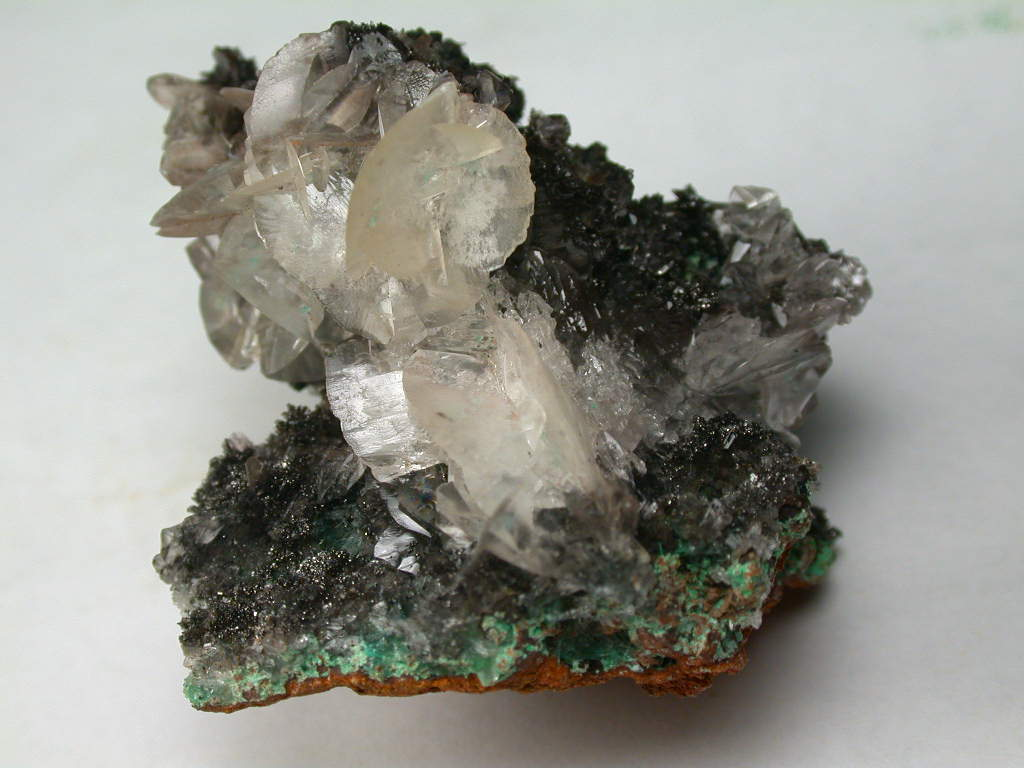
Stufe mit Calcit, Hemimorphit und vielen kleinen, schwarzen Murdochit-Kristallen aus der Ojuela Mine, Mapimí, Durango, Mexiko (Größe: 3,7 × 3,7 cm)

Murdochit findet sich in oxidierten Blei-Kupfer-Lagerstätten. Als Begleitminerale treten unter anderem Boleit, Creaseyit, Chrysokoll, Descloizit, Diaboleit, Dioptas, Embolit, Fluorit, Hemimorphit, Iranit, Limonit, Malachit, Plattnerit, Quarz, Willemit und Wulfenit auf.
Als seltene Mineralbildung konnte Murdochit nur an wenigen Fundorten nachgewiesen werden, wobei weltweit bisher rund 40 Fundorte dokumentiert sind (Stand: 2023). Neben seiner Typlokalität „Mammoth-Saint Anthony Mine“ bei St. Anthony und der ebenfalls im Pina County gelegenen „Silver Reef Mine“ in den Silver Reef Mountains trat das Mineral in den Vereinigten Staaten noch in mehreren Minen bei Bisbee, in der „79th Mine“ bei Chilito (Hayden, Gila County), der „Eagle Eye Mine“ (La Paz County), der „Evening Star Mine“ und der „Tonopah-Belmont Mine“ bei Tonopah (Maricopa County) und der „Silver Hill Mine“ (Pima County) in Arizona sowie in einigen anderen Minen in Kalifornien, Nevada und New Mexico auf.
Des Weiteren wurde Murdochit noch in der „Whim Creek Copper Mine“ bei Whim Creek in der Pilbara-Region von Westaustralien, der „Dos Adriana Mine“ und der „Los Azules Mine“ bei Zapallar in der chilenischen Región de Atacama, den „Agia Varvara Mines“ (St Barbara Mines) am Kap Sounion in Griechenland, der „Chah Khouni Mine“ bei Anarak in der iranischen Provinz Isfahan sowie in der „San Antonio Mine“ bei Santa Eulalia (Chihuahua) und der „Ojuela Mine“ bei Mapimí (Durango) in Mexiko gefunden.